# Brussels Cycling Classic
La Brussels Cycling Classic (it.: Classica di Bruxelles, nota fino al 2012 come Parigi-Bruxelles) è una corsa in linea di ciclismo su strada maschile che si svolge ogni anno a settembre nella zona di Bruxelles, in Belgio. Corsa per la prima volta nel 1893, dal 2005 fa parte del circuito continentale UCI Europe Tour come evento di classe 1.HC.

## Storia
Nota in passato come Parigi-Bruxelles, e per questo chiamata anche Course des Deux Capitales, è una delle più antiche corse ciclistiche. Fu creata nel 1893 dai giornalisti Lucensky e Minart del giornale la Bicyclette, decisi a proporre una corsa ciclistica che unisse le due capitali francofone. La competizione fu lanciata definitivamente nel circuito professionistico nel 1907; prima di quell'anno infatti era stata disputata solo due volte, nel 1893 e nel 1906, quest'ultima in due tappe, come gara riservata ai dilettanti.
Divenne presto un appuntamento classico della primavera ciclistica nella prima metà del XX secolo, svolgendosi in più occasioni la domenica dopo la Parigi-Roubaix, e non venne disputata solo dal 1915 al 1919 e dal 1940 al 1945 a causa delle due Guerre Mondiali. Interrotta dopo il 1966, tornò in calendario nel 1973, disputandosi da quell'anno in poi stabilmente nel mese di settembre, divenendo una tra le più note classiche di fine stagione. Nel 2005 si fuse con il Grand Prix Eddy Merckx, corsa a coppie a cronometro: questa fusione le permise di affrontare i problemi finanziari e la rilanciò, consentendone l'inserimento nel calendario del neonato UCI Europe Tour come prova di classe 1.HC.
Dal 2013 ha preso la denominazione di "Brussels Cycling Classic", rafforzando il legame con la capitale belga: la sede di partenza è stata infatti spostata da Soissons, nel dipartimento dell'Aisne in Francia, a Bruxelles, e il percorso portato interamente su suolo belga, nelle Ardenne.

## Statistiche
Il Belgio conta 47 vittorie nell'albo d'oro, compresa la prima vittoria di questa classica; l'ultimo belga a vincere la competizione è stato Tom Boonen, mentre il corridore belga che l'ha vinta più volte rimane Félix Sellier con tre affermazioni. Segue la Francia con 17 successi (tre dei quali di Octave Lapize), poi l'Italia a 9 (con due vittorie di Felice Gimondi), l'Australia a 6 (grazie ai cinque successi in sette anni di Robbie McEwen), Paesi Bassi con 5 vittorie, Lussemburgo e Danimarca a 3 (due successi per il danese Rolf Sørensen), un successo a testa per Svezia, Germania, Lettonia e Spagna.

## Albo d'oro
Aggiornato all'edizione 2025.
| Anno                     | Vincitore                                           | Secondo                                             | Terzo                                               |
| Parigi-Bruxelles         | Parigi-Bruxelles                                    | Parigi-Bruxelles                                    | Parigi-Bruxelles                                    |
| ------------------------ | --------------------------------------------------- | --------------------------------------------------- | --------------------------------------------------- |
| 1893                     | André Henry                                         | Charles Delbecque                                   | Fernand Augenault                                   |
| 1894-05                  | non disputata                                       | non disputata                                       | non disputata                                       |
| 1906                     | Albert Dupont                                       | Jules Patou                                         | Guillaume Coeckelberg                               |
| 1907                     | Gustave Garrigou                                    | Charles Crupelandt                                  | Robert Wancour                                      |
| 1908                     | Lucien Petit-Breton                                 | Cyrille Van Hauwaert                                | Louis Trousselier                                   |
| 1909                     | François Faber                                      | Gustave Garrigou                                    | Eugène Christophe                                   |
| 1910                     | Maurice Brocco                                      | Octave Lapize                                       | Cyrille Van Hauwaert                                |
| 1911                     | Octave Lapize                                       | François Faber                                      | Charles Crupelandt                                  |
| 1912                     | Octave Lapize                                       | Louis Luguet                                        | Oscar Egg                                           |
| 1913                     | Octave Lapize                                       | Cyrille Van Hauwaert                                | Charles Crupelandt                                  |
| 1914                     | Louis Mottiat                                       | Louis Heusghem                                      | Joseph Van Daele                                    |
| 1915-18                  | non disputate a causa della prima guerra mondiale   | non disputate a causa della prima guerra mondiale   | non disputate a causa della prima guerra mondiale   |
| 1919                     | Alexis Michiels                                     | Emile Masson sr.                                    | Francis Pélissier                                   |
| 1920                     | Henri Pélissier                                     | Louis Mottiat                                       | René Vermandel                                      |
| 1921                     | Robert Reboul                                       | Arthur Claerhout                                    | Alfons Van Hecke                                    |
| 1922                     | Félix Sellier                                       | Laurent Seret                                       | René Vermandel                                      |
| 1923                     | Félix Sellier                                       | Maurice Dewaele                                     | Alfons Van Hecke                                    |
| 1924                     | Félix Sellier                                       | Gérard Debaets                                      | Marcel Colleu                                       |
| 1925                     | Gerard Debaets                                      | Adelin Benoît                                       | Nicolas Frantz                                      |
| 1926                     | Denis Verschueren                                   | Joseph Van Dam                                      | Félix Sellier                                       |
| 1927                     | Nicolas Frantz                                      | Marcel Huot                                         | Maurice Dewaele                                     |
| 1928                     | Georges Ronsse                                      | Nicolas Frantz                                      | Hubert Opperman                                     |
| 1929                     | Pé Verhaegen                                        | Maurice Dewaele                                     | Nicolas Frantz                                      |
| 1930                     | Ernest Mottard                                      | Joseph Demuysere                                    | Leandre Ghijssels                                   |
| 1931                     | Jean Aerts                                          | Frans Bonduel                                       | Romain Gijssels                                     |
| 1932                     | Julien Vervaecke                                    | Gérard Loncke                                       | Georges Ronsse                                      |
| 1933                     | Albert Barthélémy                                   | Alfons Ghesquiere                                   | Gerhard Esser                                       |
| 1934                     | Frans Bonduel                                       | Edgard De Caluwé                                    | Romain Maes                                         |
| 1935                     | Edgard De Caluwé                                    | Louis Hardiquest                                    | Frans Bonduel                                       |
| 1936                     | Éloi Meulenberg                                     | Frans Bonduel                                       | Louis Hardiquest                                    |
| 1937                     | Albert Beckaert                                     | Frans Bonduel                                       | Jules Lowie                                         |
| 1938                     | Marcel Kint                                         | Romain Maes                                         | Léon Louyet                                         |
| 1939                     | Frans Bonduel                                       | Albert Hendrickx                                    | Lucien Storme                                       |
| 1940-45                  | non disputate a causa della seconda guerra mondiale | non disputate a causa della seconda guerra mondiale | non disputate a causa della seconda guerra mondiale |
| 1946                     | Brik Schotte                                        | Sylvain Grysolle                                    | André Declerck                                      |
| 1947                     | Ernest Sterckx                                      | Maurice Desimpelaere                                | Alphonse Devreese                                   |
| 1948                     | Lode Poels                                          | Albert Sercu                                        | Jean Bogaerts                                       |
| 1949                     | Maurice Diot                                        | Emmanuel Thoma                                      | Jesus Moujica                                       |
| 1950                     | Rik Van Steenbergen                                 | Guy Lapébie                                         | Karel De Baere                                      |
| 1951                     | Jean Guéguen                                        | Bernard Gauthier                                    | Jean Baldassari                                     |
| 1952                     | Brik Schotte                                        | Marcel Dessault                                     | Roger Decorte                                       |
| 1953                     | Loretto Petrucci                                    | Brik Schotte                                        | Lode Anthonis                                       |
| 1954                     | Marcel Hendrickx                                    | Germain Derycke                                     | Ferdi Kübler                                        |
| 1955                     | Marcel Hendrickx                                    | Gilbert Scodeller                                   | Germain Derycke                                     |
| 1956                     | Rik Van Looy                                        | Bernard Gauthier                                    | Rik Van Steenbergen                                 |
| 1957                     | Léon Van Daele                                      | Raymond Impanis                                     | Jan Adriaensens                                     |
| 1958                     | Rik Van Looy                                        | Pino Cerami                                         | Armand Desmet                                       |
| 1959                     | Frans Schoubben                                     | Willy Vannitsen                                     | Miguel Poblet                                       |
| 1960                     | Pierre Everaert                                     | André Darrigade                                     | Jean Graczyk                                        |
| 1961                     | Pino Cerami                                         | Gilbert Desmet                                      | Frans Schoubben                                     |
| 1962                     | Jos Wouters                                         | Noël Foré                                           | Martin Van Geneugden                                |
| 1963                     | Jean Stablinski                                     | Tom Simpson                                         | Peter Post                                          |
| 1964                     | Georges Van Coningsloo                              | Rik Van Looy                                        | Benoni Beheyt                                       |
| 1965                     | Edward Sels                                         | Roger Verheyden                                     | Willy Bocklant                                      |
| 1966                     | Felice Gimondi                                      | Willy Planckaert                                    | Rik Van Looy                                        |
| 1967-72                  | non disputate                                       | non disputate                                       | non disputate                                       |
| 1973                     | Eddy Merckx                                         | Frans Verbeeck                                      | Rik Van Linden                                      |
| 1974                     | Marc Demeyer                                        | Roger De Vlaeminck                                  | Roger Rosiers                                       |
| 1975                     | Freddy Maertens                                     | Eddy Merckx                                         | André Dierickx                                      |
| 1976                     | Felice Gimondi                                      | Hennie Kuiper                                       | Antoon Houbrechts                                   |
| 1977                     | Ludo Peeters                                        | Marc Demeyer                                        | Bernard Hinault                                     |
| 1978                     | Jan Raas                                            | Gerrie Knetemann                                    | Jean-Luc Vandenbroucke                              |
| 1979                     | Ludo Peeters                                        | André Dierickx                                      | Martin Havik                                        |
| 1980                     | Pierino Gavazzi                                     | Marc Demeyer                                        | Jean-Philippe Vandenbrande                          |
| 1981                     | Roger De Vlaeminck                                  | Jan Raas                                            | Jan Bogaert                                         |
| 1982                     | Jacques Hanegraaf                                   | Pascal Jules                                        | Johan van der Velde                                 |
| 1983                     | Tommy Prim                                          | Daniel Rossel                                       | Rolf Hofeditz                                       |
| 1984                     | Eric Vanderaerden                                   | Charly Mottet                                       | Eric Van Lancker                                    |
| 1985                     | Adrie van der Poel                                  | Jean-Philippe Vandenbrande                          | Pierino Gavazzi                                     |
| 1986                     | Guido Bontempi                                      | Sean Kelly                                          | Johan Capiot                                        |
| 1987                     | Wim Arras                                           | Jozef Lieckens                                      | Eric Vanderaerden                                   |
| 1988                     | Rolf Gölz                                           | Laurent Fignon                                      | Marnix Lameire                                      |
| 1989                     | Jelle Nijdam                                        | Carlo Bomans                                        | Marcel Wüst                                         |
| 1990                     | Franco Ballerini                                    | Michel Dernies                                      | Danny Neskens                                       |
| 1991                     | Brian Holm                                          | Olaf Ludwig                                         | Johan Museeuw                                       |
| 1992                     | Rolf Sørensen                                       | Frans Maassen                                       | Phil Anderson                                       |
| 1993                     | Francis Moreau                                      | Jelle Nijdam                                        | Johan Museeuw                                       |
| 1994                     | Rolf Sørensen                                       | Franco Ballerini                                    | Sean Yates                                          |
| 1995                     | Frank Vandenbroucke                                 | Frank Corvers                                       | Rolf Sørensen                                       |
| 1996                     | Andrea Tafi                                         | Johan Museeuw                                       | Michele Bartoli                                     |
| 1997                     | Alessandro Bertolini                                | Andrei Tchmil                                       | Andrea Tafi                                         |
| 1998                     | Stefano Zanini                                      | Mirko Celestino                                     | Michele Bartoli                                     |
| 1999                     | Romāns Vainšteins                                   | Beat Zberg                                          | Fabio Baldato                                       |
| 2000                     | Max van Heeswijk                                    | Frank Høj                                           | Ludovic Capelle                                     |
| 2001                     | Emmanuel Magnien                                    | Niko Eeckhout                                       | Romāns Vainšteins                                   |
| 2002                     | Robbie McEwen                                       | Olaf Pollack                                        | Jans Koerts                                         |
| 2003                     | Kim Kirchen                                         | László Bodrogi                                      | Maryan Hary                                         |
| 2004                     | Nick Nuyens                                         | Philippe Gilbert                                    | Allan Johansen                                      |
| 2005                     | Robbie McEwen                                       | Stefan van Dijk                                     | Jean-Patrick Nazon                                  |
| 2006                     | Robbie McEwen                                       | Tom Boonen                                          | Steven de Jongh                                     |
| 2007                     | Robbie McEwen                                       | Jeremy Hunt                                         | Honorio Machado                                     |
| 2008                     | Robbie McEwen                                       | Gert Steegmans                                      | Luca Paolini                                        |
| 2009                     | Matthew Goss                                        | Allan Davis                                         | Kristof Goddaert                                    |
| 2010                     | Francisco Ventoso                                   | Romain Feillu                                       | Stefan van Dijk                                     |
| 2011                     | Denis Galimzjanov                                   | Jaŭhen Hutarovič                                    | Anthony Ravard                                      |
| 2012                     | Tom Boonen                                          | Mark Renshaw                                        | Óscar Freire                                        |
| Brussels Cycling Classic |                                                     |                                                     |                                                     |
| 2013                     | André Greipel                                       | John Degenkolb                                      | Nacer Bouhanni                                      |
| 2014                     | André Greipel                                       | Elia Viviani                                        | Arnaud Démare                                       |
| 2015                     | Dylan Groenewegen                                   | Roy Jans                                            | Tom Boonen                                          |
| 2016                     | Tom Boonen                                          | Arnaud Démare                                       | Nacer Bouhanni                                      |
| 2017                     | Arnaud Démare                                       | Marko Kump                                          | André Greipel                                       |
| 2018                     | Pascal Ackermann                                    | Jasper Stuyven                                      | Thomas Boudat                                       |
| 2019                     | Caleb Ewan                                          | Pascal Ackermann                                    | Jasper Philipsen                                    |
| 2020                     | Tim Merlier                                         | Davide Ballerini                                    | Nacer Bouhanni                                      |
| 2021                     | Remco Evenepoel                                     | Aimé De Gendt                                       | Tosh Van Der Sande                                  |
| 2022                     | Taco van der Hoorn                                  | Thimo Willems                                       | Tobias Bayer                                        |
| 2023                     | Arnaud Démare                                       | Tobias Lund Andresen                                | Jordi Meeus                                         |
| 2024                     | Jonas Abrahamsen                                    | Biniam Girmay                                       | Kaden Groves                                        |
| 2025                     | Tim Merlier                                         | Alexis Renard                                       | Arnaud De Lie                                       |

## Vittorie per nazione
| Nazione                         | Vittorie |
| ------------------------------- | -------- |
| Belgio                          | 49       |
| Francia                         | 17       |
| Italia                          | 9        |
| Australia Paesi Bassi           | 7        |
| Germania                        | 4        |
| Lussemburgo Danimarca           | 3        |
| Svezia Lettonia Spagna Norvegia | 1        |